# Dzwonowo (Człopa)
Dzwonowo (deutsch Schönow, früher Schönau) ist ein Dorf in der Landgemeinde (Gmina) Człopa (Schloppe) im Powiat Wałecki (Deutsch Kroner Kreis) der polnischen Woiwodschaft Westpommern.

## Geographische Lage
Das Dorf liegt etwa 35 Kilometer südwestlich von Deutsch Krone (Wałcz), vier Kilometer südwestlich von Schloppe (Człopa) und vier Kilometer nordnordöstlich von Zützer (Szczuczarz).

## Geschichte
Die Grenzregion des Netzedistrikts, in der das Dorf liegt, hatte ursprünglich zum Herzogtum Pommern gehört, war vorübergehend unter polnische Herrschaft gelangt und dann an die Markgrafen von Brandenburg gekommen. Im Rahmen der Ersten Teilung Polen-Litauens kam das Dorf 1772 zusammen mit dem Landkreis Deutsch Krone an Preußen.
Ältere Ortsbezeichnungen sind Schonowa und Schonawa (1641) sowie Szonowo und Schoenow (1756), neupolnisch Sieniawa. Der Ortsname scheint ursprünglich deutsch gewesen zu sein. Das Dorf gehörte früher zu den Zützerer Gütern der Familie Goltz. Grundherr um 1783 war Baron von der Goltz.
Die Gemeinde Schönow hatte um 1930 eine 14,4 km² große Gemarkungsfläche, und auf dem Gemeindegebiet befanden sich drei Wohnplätze, auf denen insgesamt 43 bewohnte Wohnhäuser standen:
- Gramswalde
- Schönow
- Waldarbeitergehöft Schönow Abbau

Im Jahr 1945 gehörte Schönow zum Landkreis Deutsch Krone im Regierungsbezirk Grenzmark Posen-Westpreußen der preußischen Provinz Pommern des Deutschen Reichs. Schönow war den Amtsbezirk Zützer zugeordnet.
Im Februar 1945 wurde Schönow von der Roten Armee besetzt. Nach Beendigung der Kampfhandlungen wurde die Region seitens der sowjetischen Besatzungsmacht zusammen mit ganz Hinterpommern und der südlichen Hälfte Ostpreußens – militärische Sperrgebiete ausgenommen – der Volksrepublik Polen zur Verwaltung überlassen. Es wanderten nun Polen zu. Schönow wurde unter der polnischen Ortsbezeichnung „Dzwonowo“ verwaltet. Die einheimische Bevölkerung wurde von der polnischen Administration aus Schönow vertrieben.

## Demographie
| Jahr | Einwohner | Anmerkungen                                                                                                  |
| ---- | --------- | --- |
| 1783 | –         | adliges Dorf nebst einer katholischen Kirche, 22 Feuerstellen (Haushaltungen), im Netzedistrikt, Kreis Krone |
| 1818 | 139       | adliges Dorf                                                                                                 |
| 1864 | 329       | davon 414 Evangelische und 15 Katholiken                                                                     |
| 1910 | 334       | am 1. Dezember, davon 306 Evangelische und 28 Katholiken                                                     |
| 1925 | 336       | darunter 306 Evangelische und 30 Katholiken                                                                  |
| 1933 | 344       | [ 8 ] |
| 1939 | 398       | [ 8 ] |

## Kirche
Die Protestanten der bis 1945 anwesenden Dorfbevölkerung gehörten zum Kirchspiel Schloppe.
Hier war früher eine katholische Pfarrkirche, die später als Filiale zu Schloppe kam.